# All You Need Is Now
All You Need Is Now är det trettonde studioalbumet av Duran Duran. Det släpptes först enbart som digital download i december 2010. I mars 2011 kom CD-utgåvan som var utökad med flera extralåtar. Albumet fick ett positivt mottagande av många kritiker. Crispin Kott i PopMatters ansåg att "det är det bästa album som Duran Duran har givit ut sedan Rio" och gav det betyget 9 av 10. Det nådde som bäst 11:e plats på brittiska albumlistan och 29:e plats på amerikanska Billboard 200.

## Låtförteckning
Digital download version (21 december 2010):
1. All You Need Is Now (4:46)
2. Blame The Machines (4:09)
3. Being Followed (3:47)
4. Leave A Light On (4:36)
5. Safe (In The Heat Of The Moment) (featuring Ana Matronic) (3:59)
6. Girl Panic! (4:31)
7. The Man Who Stole A Leopard (featuring Kelis) (6:13)
8. Runway Runaway (3:04)
9. Before the Rain (4:12)
Bonuslåtar From Mediterranea With Love:
10. Mediterranea
11. Ordinary World (live)
12. (Reach up for the) Sunrise (live)

CD-Version (21 mars 2011):
1. All You Need Is Now
2. Blame The Machines
3. Being Followed
4. Leave A Light On
5. Safe (In The Heart Of The Moment) (featuring Ana Matronic)
6. Girl Panic!
7. Diamond In The Mind
8. The Man Who Stole A Leopard (featuring Kelis)
9. Other People's Lives
10. Mediterranea
11. Too Bad You're So Beautiful
12. Runway Runaway
13. Return To Now
14. Before The Rain

Bonuslåtar UK-utgåvan:
1. Networker Nation
2. All You Need Is Now (youth kills mix)

Bonuslåtar USA-utgåvan:
1. Networker Nation

Bonuslåtar Limited Edition-utgåva:
1. Early Summer Nerves
2. Too Close To The Sun
3. This Lost Weekend